# Andrzej Królikowski (dziennikarz)
Andrzej Królikowski (ur. 13 kwietnia 1934 w Łodzi, zm. 6 marca 2022 tamże) – dziennikarz radiowy i telewizyjny.

## Życiorys
Królikowski rozpoczął karierę dziennikarską w 1960, kiedy prowadził audycję „Melodia, rytm i piosenka” oraz był sekretarzem programowym w Polskim Radiu. W 1974 podjął pracę w Łódzkim Ośrodku Telewizyjnym jako reporter Redakcji Publicystyki i Informacji, następnie w jako kierownik, by w latach 1978–1982 pracować na stanowisku zastępcy redaktora naczelnego. Jednocześnie do 1986 był redaktorem w Studiu 8 (późn. Studio 2) w Telewizji Polskiej w Warszawie, gdzie był odpowiedzialny za Gorącą linię – ekspres reporterów, a także był kierownikiem redakcji reportażu TVP 2. W 1986 został wycofany z pracy w Warszawie, ze względu na nadawanie audycji, które nie podobały się ówczesnej władzy. W latach 1994–2004 prowadził audycję „Melodia, rytm i piosenka” w Radiu Classic.
Królikowski był wiceszefem Oddziału Łódzkiego Stowarzyszenia Dziennikarzy Polskich, szefem Oddziału oraz wiceprzewodniczącym zarządu Stowarzyszenia Dziennikarzy Rzeczypospolitej.

### Życie prywatne
Żoną Królikowskiego była Maria Hoffmann-Królikowska (zm. 2011). Królikowski został pochowany na cmentarzu ewangelicko-augsburskim w Zgierzu obok żony.

## Nagrody i odznaczenia
- Nagroda Przewodniczącego Komitetu ds. Radia i Telewizji[4]
- Srebrny Krzyż Zasługi
- Złoty Krzyż Zasługi[2]